# Fačkov
Fačkov – wieś (obec) na Słowacji położona w kraju żylińskim, w okręgu Żylina.

## Położenie
Leży w dolinie rzeczki Rajčanka, otoczona od zachodu Górami Strażowskimi, a od wschodu pasmem Luczańskiej Małej Fatry, ok. 10 km na południe od Rajca.

## Historia
Pierwsze wzmianki o miejscowości pochodzą z roku 1351. Mieszkańcy zajmowali się hodowlą, pracą w lasach, domowym rzemiosłem. W 1944 r. w czasie słowackiego powstania narodowego w okolicy toczyły się zacięte walki powstańców z Niemcami.

## Demografia
Według danych z dnia 31 grudnia 2010, wieś zamieszkiwało 691 osób, w tym 334 kobiet i 357 mężczyzn.
W 2001 roku rozkład populacji względem narodowości i przynależności etnicznej wyglądał następująco:
- Słowacy – 99,74%
- Czesi – 0,13%